# Dillenia andamanica
Dillenia andamanica är en tvåhjärtbladig växtart som beskrevs av C. E. Parkinson. Dillenia andamanica ingår i släktet Dillenia och familjen Dilleniaceae. Inga underarter finns listade i Catalogue of Life.